# Хіміко-біологічний факультет Тернопільського національного педагогічного університету імені Володимира Гнатюка
Хіміко-біологічний факультет — структурний підрозділ Тернопільського національного педагогічного університету імені Володимира Гнатюка, створений у 1940 році.

## Історія
Факультет заснований в 1940 році у тодішньому Кременецькому учительському інституті і називався природничо-географічним, після реорганізації в 1950 році учительського інституту в педагогічний — природничим, а із здобуттям статусу університету в 1997 році — хіміко-біологічним.

## Сучасність
Факультет здійснює підготовку фахівців за такими освітніми рівнями:
- бакалавр;
- магістр.

## Адміністрація факультету
Декани:
- Д.П. Чижов
- А.В. Демченко
- О.Д. Гончар
- С.Ф. Кутішевський (1965—1967)
- Л.Г. Кузьмович (1967—1968)
- Й.М. Свинко (1968—1973)
- С. Й. Грушко (1973—1990)
- М.М. Барна (1990—2006)
- В.З. Курант (2006—2013)
- доктор біологічних наук, професор Дробик Надія Михайлівна (від 2013).

## Підрозділи

### Катедра ботаніки та зоології
Катедра ботаніки та зоології утворена 1 вересня 2013 року внаслідок об’єднання катедри ботаніки та катедри зоології.
Завідувачі:
- доктор сільськогосподарських наук, професор Пида Світлана Василівна (від 2013).

### Катедра загальної біології та методики навчання природничих дисциплін
Катедра утворена 1 вересня 2013 року шляхом об’єднання колишніх катедр загальної біології та катедри теорії і методики навчання природничих дисциплін.
Завідувачі:
- доктор біологічних наук, професор Грубінко Василь Васильович

### Катедра хімії та методики її навчання
Катедра хімії була створена в 1952 році. В 1976 році катедра хімії була поділена на катедри неорганічної і органічної та біологічної хімії.
В 1987 році катедри неорганічної хімії і органічної та біологічної хімії знову об’єднали в одну катедру хімії.
З вересня 2018 року обов’язки завідувача катедри виконує кандидат хімічних наук, доцент Барановський В.С.
Завідувачі:
- кандидат технічних наук, доцент Рева Ф.К (до 1955)
- кандидат хімічних наук, доцент Сташко Н.М. (1955—1965)
- кандидат хімічних наук, доцент Крайнер З.Я. (1965—1975)
- доцент Куратова Т.С. (1976—1984)
- професор Явоненко О.Ф. (1976—1982)
- кандидат хімічних наук, доцент Царьова Н.В. (1984—1987)
- кандидат хімічних наук, доцент Грищук Б.Д. (1983—1987)
- доктор хімічних наук, професор Грищук Б.Д. (1987—2013)
- кандидат хімічних наук, доцент Барановський Віталій Сергійович (в.о., від 2013).